# Матчи сборной Польши по футболу 1923

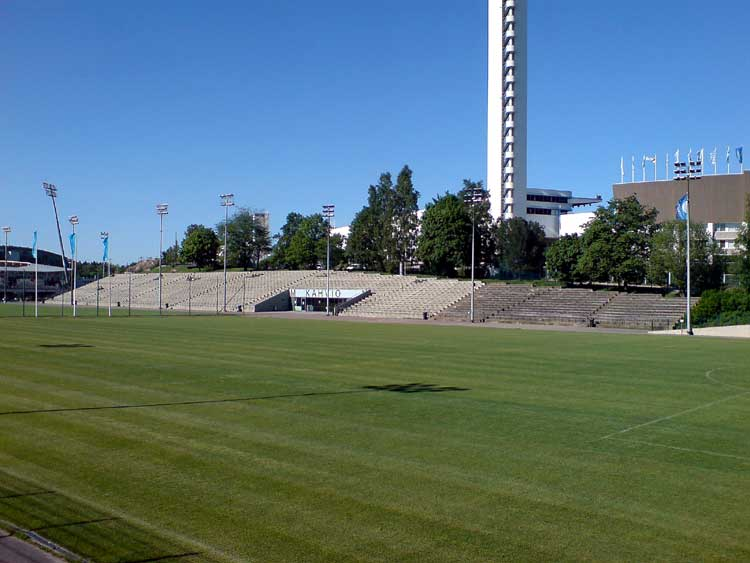
На стадионе «Палокентяа» в Хельсинки 23 сентября 1923 года прошёл матч Финляндия—Польша

В 1923 году сборная Польши провела 5 товарищеских матча. 2 победы, 2 ничьи и 1 поражение. Разница мячей 11:9.
Бомбардиры сборной Польши в 1923 году:
- Вавжинец Сталиньский[пол.] — 5 голов;
- Владислав Ковальский — 2 гола;
- Юзеф Калюжа — 1 гол;
- Вацлав Кухар — 1 гол;
- Юлиуш Миллер[пол.] — 1 гол;
- Мечислав Бач — 1 гол;
- Казимеж Качор забил автогол в матче с эстонцами.

20-21 апреля 1923 года Польский футбольный союз был официально принят в ФИФА, в связи с чем появилась возможность послать сборную на Летние Олимпийские игры 1924 года.
В июле 1923 года состоялось турне клуба Краковия по Испании, во время которого матч с Барселоной закончился сенсационной ничьей, 1:1.

## Матч № 6
Товарищеский матч
| Польша          | 1:0 отчёт | Югославия |
| Юзеф Калюжа 49′ | Голы      |           |

| | Составы |                |                |
| Мечислав Висневский, Людвик Гинтель, Стефан Фрыц, Мариан Спойда, Станислав Циковский, Тадеуш Сыновец, Мечислав Зимовский, Вацлав Кухар, Юзеф Калюжа, Юзеф Гарбень, Леон Сперлинг |         | нет информации | нет информации |

## Матч № 7
Товарищеский матч
| Польша           | 1:1 отчёт | Румыния         |
| Вацлав Кухар 35′ | Голы      | Аурель Гуга 39′ |

| | Составы | | |
| Ян Лётц, Людвик Гинтель, Стефан Фрыц, Станислав Циковский, Тадеуш Сыновец, Людвик Шнайдер, Юлиуш Миллер, Мечислав Бач, Вацлав Кухар, Юзеф Гарбень, Леон Сперлинг |         | Алальберт Риттер, Йосиф Бартха, Элимелех Гирш, Александру Лейтнер, Георге Туш-Бедо, Дезидериу Якоби, Михай Танцер, Адальберт Стрюк, Аурель Гуга, Рудольф Матек, Алоиз Шилегий | Алальберт Риттер, Йосиф Бартха, Элимелех Гирш, Александру Лейтнер, Георге Туш-Бедо, Дезидериу Якоби, Михай Танцер, Адальберт Стрюк, Аурель Гуга, Рудольф Матек, Алоиз Шилегий |

## Матч № 8
Товарищеский матч
| Финляндия                                                        | 5:3 отчёт | Польша                                          |
| Вернер Эклёф 19′ 43′ · Аарне Линна 29′ · Калле Фальстрём 50′ 59′ | Голы      | Вавжинец Сталиньский 37′ 80′ · Юлиуш Миллер 83′ |

| | Составы | | |
| Ниило Таммисало, Рагнар Викстром, Свен Лидман, Карл Стормбом, Ейно Сойнио, Уго Мантила, Хьялмар Келин, Калле Фальстрём, Вернер Эклёф, Аарне Линна, Гуннар Астрём |         | Мечислав Висневский, Владислав Олеарчик, Вавжинец Цыль, Мариан Спойда, Витольд Герас, Стефан Слива, Юлиуш Миллер, Владислав Ковальский, Вавжинец Сталиньский, Мечислав Бач, Юзеф Слонецкий | Мечислав Висневский, Владислав Олеарчик, Вавжинец Цыль, Мариан Спойда, Витольд Герас, Стефан Слива, Юлиуш Миллер, Владислав Ковальский, Вавжинец Сталиньский, Мечислав Бач, Юзеф Слонецкий |

## Матч № 9
Товарищеский матч
| Эстония                  | 1:4 отчёт (недоступная ссылка) | Польша                                                                     |
| Казимеж Качор 83′ (авт.) | Голы                           | Мечислав Бач 20′ · Владислав Ковальский 38′ 65′ · Вавжинец Сталиньский 77′ |

| | Составы | | |
| Август Ласс, Арнольд Пихлак, Отто Зильбер, Август Зильбер, Владимир Телль, Харальд Каарман, Едвард Маурер, Хайнрих Пааль, Оскар Юпраус, Ернст Йолль, Иоганнес Бреннер |         | Мечислав Висневский, Владислав Олеарчик, Казимеж Качор, Мариан Спойда, Витольд Герас, Стефан Слива, Юлиуш Миллер, Мечислав Бач, Вавжинец Сталиньский, Владислав Ковальский, Юзеф Слонецкий | Мечислав Висневский, Владислав Олеарчик, Казимеж Качор, Мариан Спойда, Витольд Герас, Стефан Слива, Юлиуш Миллер, Мечислав Бач, Вавжинец Сталиньский, Владислав Ковальский, Юзеф Слонецкий |

## Матч № 10
Товарищеский матч
| Польша                      | 2:2 отчёт | Швеция                                  |
| Вавжинец Сталиньский 4′ 49′ | Голы      | Гарри Даль 16′ · Хеннинг Хельгессон 78′ |

| | Составы  | | |
| Стефан Сулима—Попель, Людвик Гинтель, Стефан Фрыц, Здзислав Стычень, Станислав Циковский, Тадеуш Сыновец, Вацлав Кухар, Мечислав Бач, Хенрик Рейман, Вавжинец Сталиньский, Юлиуш Миллер |          | Гуннар Карлссон, Вальдус Лунд, Геста Вильборг, Хеннинг Хельгессон, Густав Мюллер, Эрик Андерссон, Андерс Рюден, Гарри Даль, Бертиль Карлссон, Улаф Деттер | Гуннар Карлссон, Вальдус Лунд, Геста Вильборг, Хеннинг Хельгессон, Густав Мюллер, Эрик Андерссон, Андерс Рюден, Гарри Даль, Бертиль Карлссон, Улаф Деттер |
| | Запасные | Карл Броммессон | Карл Броммессон |